# Les Monades urbaines
Les Monades urbaines (titre original : The World Inside) est un roman d'anticipation écrit par l'auteur américain de science-fiction Robert Silverberg et publié en 1971. Il traite principalement les thèmes de la surpopulation, de la liberté (sexuelle, en particulier) et du totalitarisme.

## Résumé
Les sept nouvelles forment un récit cohérent qui décrit l'humanité du XXIVe siècle. Ayant aboli les tabous, cette société semble paradisiaque et permet à 75 milliards d'individus de vivre sans souci dans de grandes conurbations appelées monades. Au fil du récit, le lecteur découvre des citoyens moins bien intégrés et des comportements déviants : la société idyllique est peu à peu dénoncée et l'utopie se mue en dystopie, à l'instar du Meilleur des mondes d'Aldous Huxley. Finalement, la norme établie dans les monades constitue-t-elle vraiment un idéal de vie ? Cette civilisation, aux relents de totalitarisme, ne serait-elle pas dictatoriale ?

## Les personnages
- Artha, membre féminin d'une communauté agricole que rencontre Micael Statler ;
- Aurea et Memnon Holston, 14 et 15 ans, n'ayant pas d'enfant, craignent d'être expatriés dans une nouvelle monade ;
- Charles Mattern est socio-computeur ;
- Dillon Chrimes, 17 ans, est un artiste qui joue du vibrastar dans un groupe cosmique ;
- Jason Quevedo est historien et l'étude du XXe siècle lui fait découvrir la jalousie ;
- Kipling Freehouse, administrateur de la Monade 116 ;
- Lewis Holston, administrateur de la Monade 116 ;
- Mamelon Kluver, femme de Siegmund Kluver, grand amour de Jason Quevedo ;
- Micael Statler, 23 ans, frère de Micaela Quevedo, est électronicien et rêve de visiter l'extérieur ;
- Micaela Quevedo, femme de Jason Quevedo, sœur jumelle de Micael Statler ;
- Nicanor Gortman, Vénusien qui s'intéresse aux cultures étrangères en visite dans la monade 116 ;
- Nissim Shawke, administrateur de la Monade 116 ;
- Siegmund Kluver, 14 ans, est appelé à devenir le dirigeant de sa monade.

## Description de l'univers

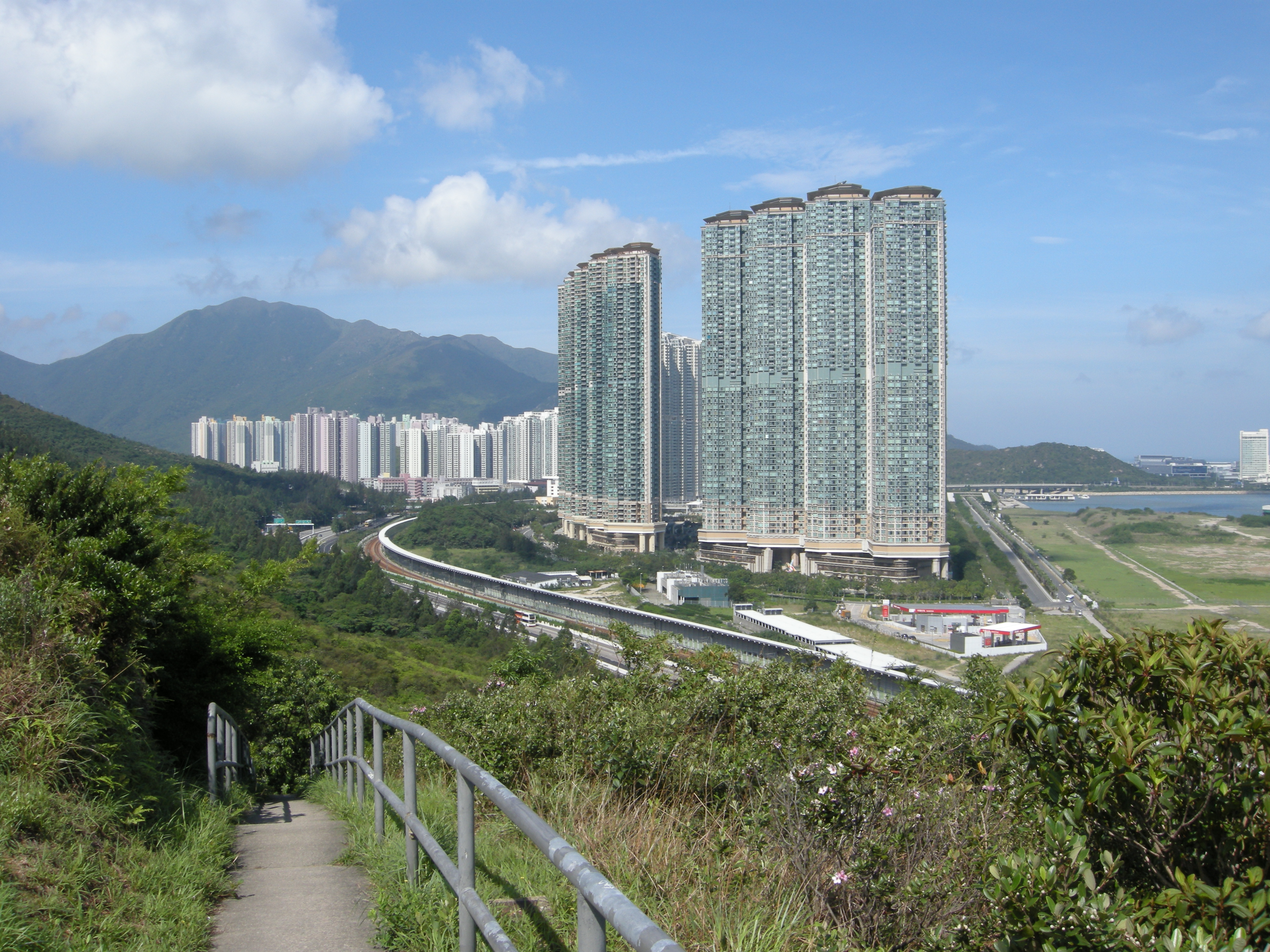
Grand ensemble à Hong-Kong.

### Lesmonades
En 2381, sur une Terre surpeuplée, la population est entassée dans des monades urbaines, tours de mille étages, hautes de 3 000 mètres. Gigantesques, elles s'étendent sur des centaines de kilomètres dans des agglomérations, telles Berpar (Berlin-Paris) ou Chipitts (Chicago-Pittsburgh), et chacune d'elles abrite plus de 800 000 habitants. Les monades étant des constructions verticales, elles occupent seulement 10 % de l'espace géographique, le reste étant consacré à l'agriculture vivrière.

### L'organisation
Chaque groupe de 40 étages consécutifs, appelé Cité, adopte un nom d'ancienne ville : dans la monade 116, la cité des 40 premiers étages s'appelle Reykjavik et le groupe des 40 derniers, Louisville. Chaque cité possède sa propre tenue vestimentaire, ses propres mythes, son propre folklore et son propre langage argotique. 
Grâce au recyclage des déchets et des excréments qui produisent l'énergie nécessaire, chaque tour vit en quasi-autarcie. Seule la nourriture vient de l'extérieur, produite par des communautés agricoles. Les habitants ne connaissent que leur monade et la croissance démographique est érigée en dogme religieux. Tous les habitants des monades ne vivent que dans le but de croître et de se multiplier. Les familles comptent en moyenne de cinq à dix enfants, selon leur statut social.  Les couples se forment dès que les jeunes gens sont nubiles.

### La hiérarchie
La hiérarchie de la société s'accompagne d'une ségrégation verticale de la monade. Les monades sont divisées en 25 cités hiérarchisées : à la base de la tour se situent les quartiers ouvriers, pauvres et surpeuplés, alors que les classes dirigeantes occupent les vastes appartements des étages supérieurs. Les classes intermédiaires (artistes, cadres, chercheurs, et autres fonctions) vivent entre ces deux extrêmes. La communication entre les différentes catégories sociales est limitée.

### Les bonnes manières
La promiscuité et la liberté sexuelle sont la règle et ceux qui n'ont pas beaucoup d'enfants sont mal jugés. Afin d’éviter les frustrations et les jalousies, nul ne peut refuser un rapport sexuel, sous peine de mort : chacun appartient à tout le monde. Hiérarchie oblige, il est conseillé de ne pas choisir un partenaire dans un étage supérieur ; d'ailleurs, qui oserait ? Toutefois, ceux qui sont promis à une destinée brillante sont encouragés à s'élever. Lors de leurs visites nocturnes, les hommes choisissent au hasard un appartement.

### Le prix du bonheur
Malgré cette liberté sexuelle et la protection qu'offre la vie « monadique », les tensions demeurent. Certains ne se satisfont pas de l'absence de vie privée et d'intimité. Libérés des contraintes, la majorité des gens sont si heureux qu'ils n'hésitent pas à dénoncer ces déviants, appelés anomos. Ceux qui n'acceptent pas le système sont enfermés dans un caisson de rééducation psychologique ou jetés dans le recycleur, pour le bien-être commun : « Le bonheur règne sur Terre. Qui en doute est malade. Qui est malade est soigné. Qui est incurable est exécuté. »

### L'extérieur
Les habitants explorent rarement un autre étage que le leur ; autant dire qu'il ne leur viendrait pas l'idée de quitter leur tour. Quel intérêt présentent les paysans, ces sauvages qui régulent leur natalité et travaillent le sol pour nourrir les monades en échange de produits technologiques ? L'un des personnages va pourtant s'aventurer à l'extérieur et y découvrir qu'une autre vie est possible, et surtout, que ces mœurs barbares (ils recourent à des sacrifices humains) sont la condition pour la prospérité des monades : il n'est possible de nourrir tous leurs habitants que si les habitants des communes rurales fabriquent beaucoup de nourriture et donc en consomment peu eux-mêmes. Cependant, il y a trop d'obstacles pour envisager une émigration à l'extérieur.

### Une société en perdition?
Bien que l'emprise des monades s'étende sur l'ensemble de la planète et qu'aucune menace ne semble venir des autres colonies du système solaire, quelques indices laissent entendre que ce monde ne va pas durer. L'historien Jason Quevedo émet la théorie que les anomos existent parce que l'homme ne s'est pas encore totalement adapté à son nouvel univers. Mais après avoir lu la dernière nouvelle, on peut se demander si l'homme sera vraiment un jour totalement adapté, puisque les déviances peuvent toucher même les individus les mieux intégrés. La conversation entre Micael Statler et Artha révèle un autre problème : les ressources de la Terre pourront-elles supporter indéfiniment la croissance continue des monades ?

## Analyse littéraire

### Origine de la notion de monade
Le terme de monade est un emprunt que fait Robert Silverberg au philosophe allemand Gottfried Wilhelm Leibniz. Si une monade urbaine (une cité complexe) n'a au premier abord que peu de rapports avec la monade du philosophe (une substance simple et sans parties, un atome de la nature), quelques caractéristiques essentielles unissent pourtant les deux concepts. 
Dans son traité de Monadologie de 1714, Leibniz écrit au § 7 : « Les Monades n'ont point de fenêtres par lesquelles quelque chose y puisse entrer ou sortir. Les accidents ne sauraient se détacher ni se promener hors des substances comme faisaient autrefois les espèces sensibles des scolastiques. Ainsi, ni substance ni accident ne peut entrer de dehors dans une Monade. ». Tout comme les atomes du philosophe, les monades urbaines sont des entités qui ne communiquent pas humainement avec l'extérieur. Seules les denrées produites par les communautés agricoles entrent dans les monades. Les êtres humains n'ont pas le droit de sortir et les membres des communautés agricoles pas le droit d'entrer. Les monades urbaines sont des mondes humainement clos et repliés sur eux-mêmes.

### Surpopulation
Le thème de la surpopulation est un des grands thèmes classiques de la science-fiction des années 1970, en réaction notamment aux propositions néomalthusianistes publiées en 1968 dans La Bombe P de Paul R. Ehrlich, et ensuite aux modélisations du rapport du club de Rome publiées en 1972. À l'époque où Robert Silverberg écrit son roman, ce thème a déjà été traité dans plusieurs dystopies : en 1962 par Anthony Burgess dans The Wanting Seed (en), en 1966 par Harry Harrison dans Soleil vert (popularisé par son adaptation cinématographique par Richard Fleischer en 1973), en 1967 par James Blish et Norman L. Knight dans A Torrent of Faces, et en 1968 par John Brunner dans Tous à Zanzibar et par Kurt Vonnegut dans la nouvelle Welcome to the Monkey House (publiée dans le magazine Playboy).
Robert Silverberg reprend ce thème pour traiter les conséquences négatives de la surpopulation d'une manière originale, moins du point de vue environnemental que politique et sociétal. La croissance démographique n'est pas présentée comme un problème que les gouvernements et les sociétés essaient de régler rapidement par des lois eugéniques, mais au contraire comme un objectif politique empreint de consumérisme et de fanatisme religieux : la surpopulation est encouragée et présentée comme le résultat nécessaire du respect sacré de la vie.

### Liberté et totalitarisme
Robert Silverberg présente dans son roman la réalisation concrète de quelques revendications émancipatrices caractéristiques des mouvements sociaux de mai 68 : une nouvelle conception du « Moi » qui s'exprime par exemple dans une musique psychédélique (Dillon Chrimes et son concert cosmique d'anthologie), l'accès légalisé aux psychotropes et aux drogues (avec des « distributeurs d'extase » à chaque coin de rue et le « multiplexer ») et enfin la libération totale des mœurs sexuelles. 
Mais ces symboles de liberté et d'émancipation, revendiqués par la génération des années 1970, apparaissent dans le roman comme totalement pervertis. Chez Robert Silverberg, ils se retrouvent instrumentalisés par une idéologie totalitaire et très conservatrice. La musique psychédélique jouée par Dillon Chrimes dans les différentes cités de la Monade 116 n'est tolérée qu'en tant que défouloir pour les masses laborieuses, l'ingestion de drogues est recommandée pour évacuer le stress induit par la promiscuité qui règne dans les monades et la liberté sexuelle, privée de tous les affects connexes comme la séduction, l'amour, la passion, la jalousie, se réduit à une forme d'hygiène ritualisée et n'est pas accompagnée de la faculté de disposer librement de son corps (à cause du diktat de la procréation).
Silverberg critique la superficialité de l'échangisme, à travers un protagoniste qui considère le sexe sans amour ennuyeux, le décrivant comme « un hédonisme vulgaire et bon marché » ; mais il critique surtout l'obligation d'échangisme, décrite par le protagoniste comme une « abjection : forcée, imposée, opprimante. L’esclavage de la liberté absolue ».
Ainsi, Silverberg montre « les limites de ce mode d'existence hybride néocommuniste/hippie » selon Nathalie Blanc et Agnes Sander.

### Urbanisme et ruralité
Selon Nathalie Blanc et Agnes Sander, Les Monades urbaines « offre une version critique d'un mode de développement qui se concentre sur une ruralité décrite comme fonctionnelle » et initie « une nouvelle perspective sur les solutions rurales communautaires ».

## Style et genre littéraire
Robert Silverbeg a écrit en 2024 qu'il considère que Les Monades urbaines est son récit « le plus proche de la pure SF, de l'investigation exhaustive d'une idée extrapolable ».

## Publication
Quatre des sept nouvelles qui composent le roman sont initialement parues dans la revue américaine Galaxy Science Fiction à partir de juillet 1970.
Le roman a été publié en 1971 par Doubleday.
La première traduction française a été publiée par Robert Laffont en 1974.

## Réception critique
Ce roman est considéré comme un grand classique de la science-fiction dans les ouvrages de références suivants :
- Annick Beguin, Les 100 principaux titres de la science-fiction, Cosmos 2000, 1981 ;
- Jacques Goimard et Claude Aziza, Encyclopédie de poche de la science-fiction. Guide de lecture, Presses Pocket, coll. « Science-fiction », no 5237, 1986 ;
- Denis Guiot, La Science-fiction, Massin, coll. « Le monde de... », 1987 ;
- Enquête du Fanzine Carnage mondain auprès de ses lecteurs, 1989 ;
- Lorris Murail, Les Maîtres de la science-fiction, Bordas, coll. « Compacts », 1993 ;
- Stan Barets, Le science-fictionnaire, Denoël, coll. « Présence du futur », 1994 ;
- Bibliothèque idéale du webzine Cafard cosmique.

Dans son Histoire de la science-fiction moderne, Jacques Sadoul déclare à propos de ce roman : « [...] Un texte assurément qui restera dans l'histoire de la SF. ».

## Éditions françaises
Ce roman, traduit de l'américain par Michel Rivelin, a connu plusieurs éditions :
- Robert Laffont, coll. « Ailleurs et Demain », 1974 (rééditions en 1976 et 1978) ;
- J'ai lu, coll. « Science-fiction », no 997, 1977 (rééditions en 1979, 1986, 1987) ;
- Le Livre de poche, coll. « Science-fiction », no 7116, 1989 ;
- Le Livre de poche, coll. « Science-fiction », no 7225, 2000 (réédition en 2005).
- Robert Laffont, coll. « Pavillons poche », 2016.